# Renaudarctus
Genre
Renaudarctus est un genre de tardigrades de la famille des Renaudarctidae. 

## Liste des espèces
Selon Degma, Bertolani et Guidetti, 2017 :
- Renaudarctus fossorius Hansen, Kristensen & Jørgensen, 2012
- Renaudarctus psammocryptus Kristensen & Higgins, 1984

## Étymologie
Ce genre est nommé en l'honneur de Jeanne Renaud-Mornant.

## Publication originale
- Kristensen & Higgins, 1984 : A new family of Arthrotardigrada (Tardigrada: Heterotardigrada) from the Atlantic coast of Florida, U.S.A. Transactions of the American Microscopical Society, vol. 103, no 3, p. 295-311.